# Champigny-la-Futelaye
Champigny-la-Futelaye település Franciaországban, Eure megyében. Lakosainak száma 272 fő (2022. január 1.). Champigny-la-Futelaye Bois-le-Roi, Coudres, L’Habit, Lignerolles, Mousseaux-Neuville, Saint-André-de-l’Eure és Saint-Laurent-des-Bois községekkel határos.

## Népesség
A település népességének változása:
| Lakosok száma | 146  | 163  | 207  | 223  | 264  | 279  | 289  | 278  | 273  | 272  |
|               | 1968 | 1982 | 1990 | 2006 | 2013 | 2015 | 2017 | 2019 | 2020 | 2022 |